# Johanne Pedersen-Dan
Johanne Agnete Theresia Pedersen-Dan, född 13 maj 1860 i Köpenhamn, död 21 maj 1934 i Hvidovre, var en dansk skådespelare och skulptör.
Hon var dotter till författaren Georg Emil Betzonich och kusin till Elga Sinding, skådespelare vid Det Kongelige Teater. Sin egen teaterdebut gjorde hon 1876 på Folketeatret i Köpenhamn. Därefter medverkade hon i en rad komedier och operetter på Casinoteatern i Köpenhamn och på Dagmarteatern, men avslutade teaterkarriären 1888 för att istället bli skulptör.
Hon undervisades i skulptur av Stephan Sinding, make till hennes kusin Elga. Under sitt liv hade hon flera utställningar på Charlottenborg, inklusive debututställningen 1890. Dessutom visades hennes verk bland annat på Kvinnornas utställning i Köpenhamn 1895, på världsutställningen i Chicago 1893 och på landsutställningen i Århus 1909. År 1906 vann hon en internationell tävling för ett emblem för kvinnlig rösträtt.
Hon var gift med skulptören Hans Peder Pedersen-Dan.

## Verk i urval
- En slangetæmmerske – 1890
- Ved Aaen – 1891
- En skovnymphe – 1892
- Efter stormen – 1894
- Skov-idyl – 1898
- En søvngængerske – 1902
- Lille mor – 1903
- Scala santa – 1905
- På slavemarkedet – 1906
- En røst er hørt i Rainah – 1911
- Barnebuste – 1922